# Колесник Віталій Миколайович
Віталій Миколайович Колесник (рос. Виталий Николаевич Колесник; 20 серпня 1979, м. Усть-Каменогорськ, СРСР) — казахський хокеїст, воротар. Виступає за «Локомотив» (Ярославль) у Континентальній хокейній лізі. Майстер спорту.

## З життєпису
Вихованець хокейної школи «Казцинк-Торпедо» (Усть-Каменогорськ). Виступав за «Торпедо» (Усть-Каменогорськ), «Лоуелл-Лок Монстерс» (АХЛ), «Колорадо Аваланш», «Хімік» (Митищі), «Атлант» (Митищі), «Салават Юлаєв» (Уфа), «Локомотив» (Ярославль), «Барис» (Астана).
В чемпіонатах НХЛ — 8 матчів (0+1).
У складі національної збірної Казахстану учасник зимових Олімпійських ігор 2006 (2 матчі), учасник чемпіонатів світу 2001 (дивізіон I), 2002 (дивізіон I), 2003 (дивізіон I), 2004, 2005, 2011 (дивізіон I) і 2012. У складі юніорської збірної Казахстану учасник чемпіонату Європи (дивізіон I).
Досягнення
- Володар Кубка Гагаріна (2011)
- Чемпіон Казахстану (2004, 2005).